# Mautern in Steiermark
Mautern in Steiermark – gmina targowa w Austrii, w kraju związkowym Styria, w powiecie Leoben. Liczy 1787 mieszkańców (1 stycznia 2015).

## Współpraca
Miejscowości partnerskie:
- Mautern an der Donau, Dolna Austria
- Tipperary, Irlandia